# Эмблер, Софи
Софи Эмблер (англ. Sophie T. Ambler) — британский историк, специалист по Средневековью, изучающая политику, этику и военное дело, часто через призму крестовых походов. Она защитила докторскую диссертацию в Королевском колледже Лондона под руководством Дэвида А. Карпентера. С 2021 года она преподаёт средневековую историю в Ланкастерском университете, а до этого была лектором с 2017 года. Ранее в своей карьере Эмблер работала в Университете Восточной Англии. В 2020 году Эмблер стала одной из лауреатов премии Филипа Леверхалма. Эмблер вносит значительный вклад в просвещение на телевидении и радио, примером может служить её пьеса о Второй баронской войне в рамках In Our Time.

## Избранные труды
Книги
- Ambler S. T. Bishops in the Political Community of England, 1213−1272 (англ.) — Oxford: OUP, 2016. — 256 p. — ISBN 978-0-19-875402-2
- Ambler S. The Song of Simon de Montfort: The Life and Death of a Medieval Revolutionary — Оксфорд: Издательство Оксфордского университета, 2019. — 448 с. — ISBN 0-19-094623-7
- Эмблер С. The Song of Simon de Montfort: England's First Revolutionary and the Death of Chivalry — Лондон: Picador, 2019. — 368 с. — ISBN 978-1-5098-3757-1[9]